# Stadium Marius-Ndiaye
Le stadium Marius-Ndiaye  est un stade couvert situé à Sicap Liberté II, Dakar, au Sénégal, principalement utilisé pour le basket-ball,.

## Manifestations accueillies
Le Stadium Marius-Ndiaye accueille les Championnats d'Afrique de taekwondo 2001.
L'enceinte accueille deux poules du 1er tour du Championnat d'Afrique masculin de basket-ball 2017. Le reste de la compétition est organisé en Tunisie .